# マリア・ソツコワ
マリア・ロマノヴナ・ソツコワ（ロシア語: Мария Романовна Сотскова、ロシア語ラテン翻字: Maria Romanovna Sotskova、2000年4月12日 - ）は、ロシアの元フィギュアスケート選手（女子シングル）。
2016年世界ジュニア選手権2位。2013年ジュニアグランプリファイナル優勝。

## 経歴
4歳のときに母にスケートリンクに連れられたことをきっかけにスケートを始めた。憧れの選手はカロリーナ・コストナー。
2012-2013シーズン、ロシアジュニア選手権で銅メダルを獲得。しかしジュニアの年齢規定を満たしていなかったため、世界ジュニア選手権の代表には選ばれなかった。
2013-2014シーズン、ジュニアグランプリシリーズにデビューし2戦連続2位。ジュニアグランプリファイナルでは優勝した。ロシアジュニア選手権では銀メダルを獲得した。しかし、半月板の怪我で世界ジュニア選手権の代表は辞退した。
2014-2015シーズン、ジュニアグランプリシリーズのタリン杯で2位、クロアチア杯でシリーズ初優勝をした。初出場のロシア選手権では6位だった。同じく初出場の世界ジュニア選手権では5位だった。
2015-2016シーズン、ジュニアグランプリシリーズのオーストリア杯、リガ杯ともに優勝をした。ジュニアグランプリファイナルではポリーナ・ツルスカヤに次ぐ2位だった。ロシア選手権では昨季から順位を1つ上げて5位となった。リレハンメルユースオリンピックではジュニアグランプリファイナル同様、ツルスカヤに次ぐ2位となり、銀メダルを獲得した。世界ジュニア選手権ではツルスカヤとアリサ・フェディチキナがそれぞれSP直前、FS直前に怪我で棄権するなど、ロシア代表にトラブルが続いた中で、FSの自己ベストを更新し2位となり、銀メダルを獲得した。シーズン終了後、コーチのスヴェトラーナ・パノワの勧めでCSKAモスクワに移籍。コーチをエレーナ・ブヤノワに変更した。
2016-2017シーズン、シニアクラスに移行。フランス杯では2位、NHK杯では3位となり、グランプリファイナルへ進出した。ロシア選手権では3位で、初めて表彰台に立った。欧州選手権と世界選手権への代表に選出され、それぞれ4位、8位と入賞した。
2017-2018シーズン、片手を上げて飛ぶタノジャンプを装備。フランス杯、スケートカナダでそれぞれ2位となり、2年連続のグランプリファイナルへ進出。2位となり、銀メダルを獲得した。続くロシア選手権でも銀メダルを獲得。派遣された欧州選手権では2年連続の4位となるも、ロシア勢3番手として平昌オリンピックへの出場権を獲得する。平昌オリンピックでは、SPで転倒してしまい12位と大きく出遅れるも、FSで巻き返し8位入賞となった。世界選手権ではFSで4本ものジャンプで回転不足判定を受け2年連続の8位となった。
2020年7月8日、自身のインスタグラムで現役引退を発表した。
2021年3月、ロシア・スケート連盟から10年間の資格停止処分が科された。処分期間は2020年4月6日から2030年4月5日までで、この間はコーチをすることも禁じられると報じられている。
報道によれば、ドーピング違反の判明と医療証明書の偽造によるものであるという。ソツコワは2019年11月に現役引退を決めていたが、正式表明しておらず、RUSADA（ロシア反ドーピング機関）に書面で通知していなかった。そのため、RUSADAはソツコワを現役選手として、2020年3月に競技外ドーピングテストを行うことにしていた。ソツコワはすでに引退していると説明したが、結局はテストを受けなくてはならず、禁止薬物であるフロセミドが検出された。その後、ソツコワは医学的な理由での服用を確認する証明書を提出したが、クリニックに証明書を発行する許可が無かったという。

## 主な戦績

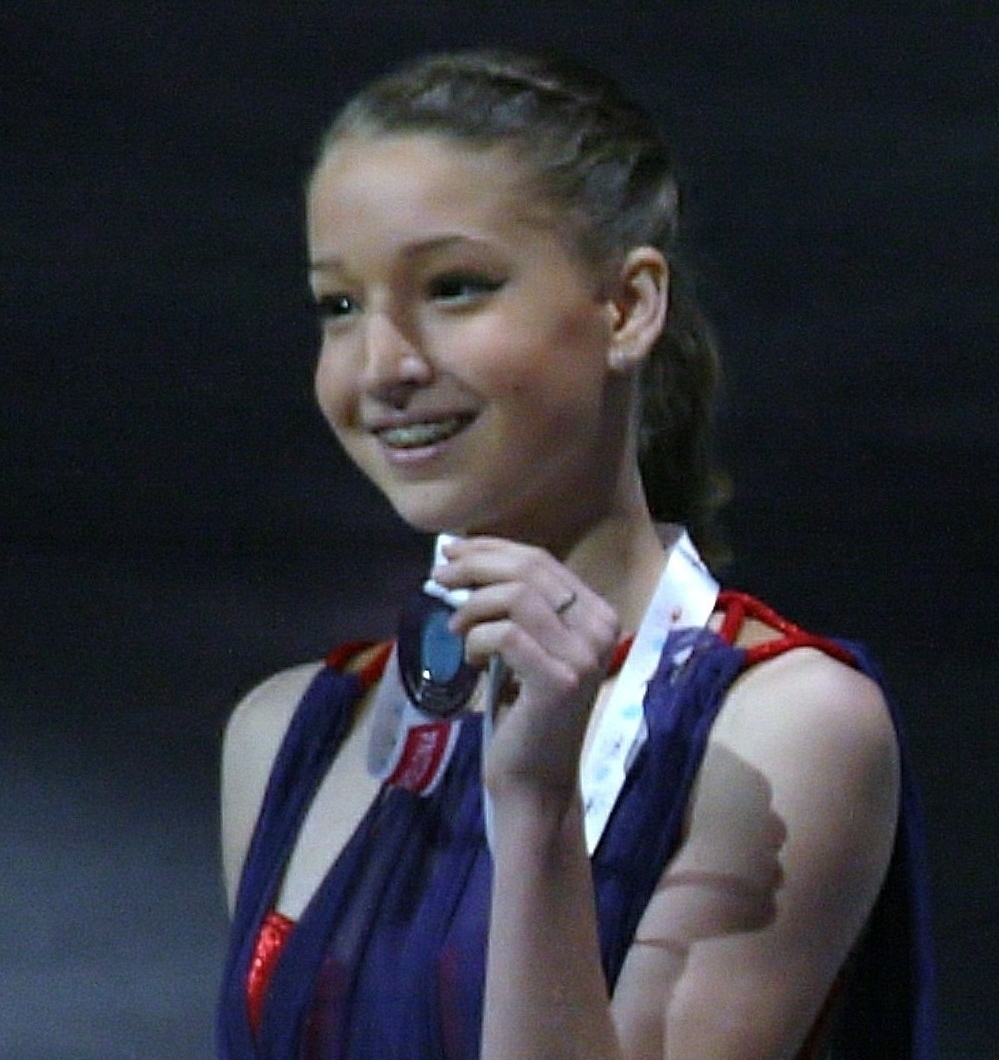
2015ジュニアグランプリファイナル

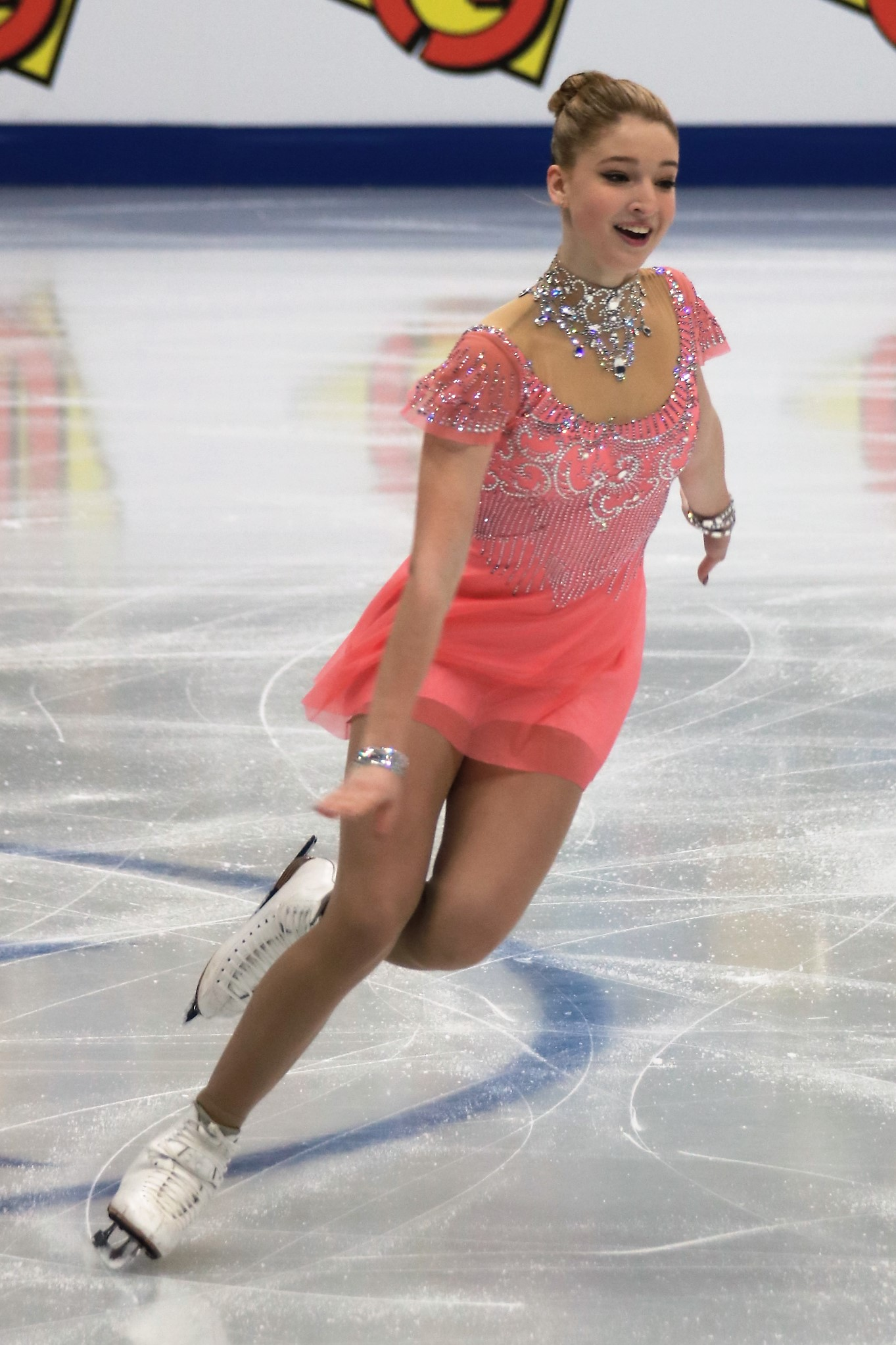
2018年欧州選手権

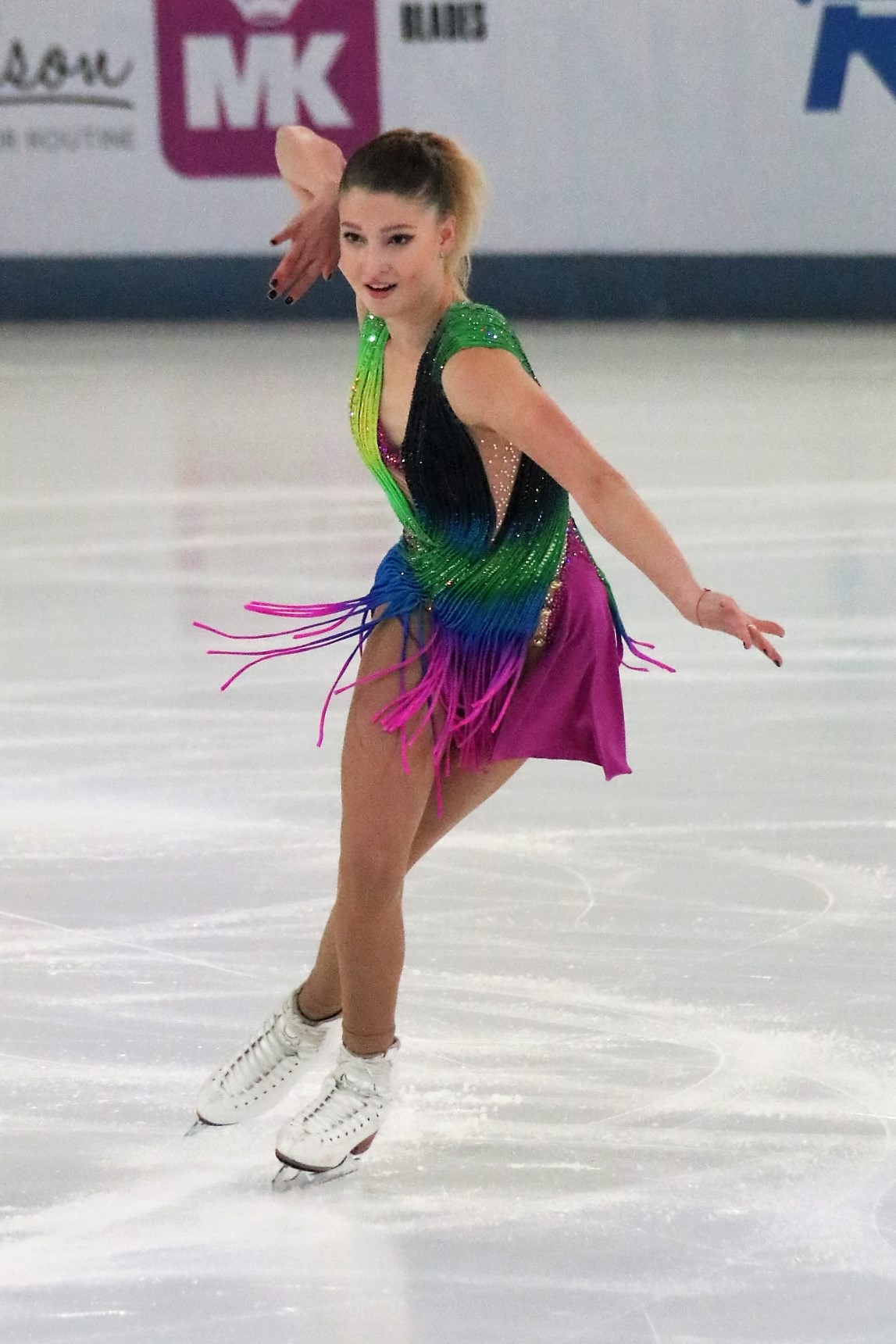
2018/2019ロシア選手権

| 大会/年              | 2012 -13 | 2013 -14 | 2014 -15 | 2015 -16 | 2016 -17 | 2017 -18 | 2018 -19 | 2019 -20 |
| -------------------- | -------- | -------- | -------- | -------- | -------- | -------- | -------- | -------- |
| 冬季オリンピック     |          |          |          |          |          | 8        |          |          |
| 世界選手権           |          |          |          |          | 8        | 8        |          |          |
| 欧州選手権           |          |          |          |          | 4        | 4        |          |          |
| ロシア選手権         |          |          | 6        | 5        | 3        | 2        | 16       | WD       |
| GPファイナル         |          |          |          |          | 5        | 2        |          |          |
| GPスケートカナダ     |          |          |          |          |          | 2        |          |          |
| GP NHK杯             |          |          |          |          | 3        |          | 9        |          |
| GPフランス杯         |          |          |          |          | 2        | 2        | 7        | 11       |
| CSゴールデンスピン   |          |          |          |          |          |          | 5        |          |
| CSフィンランディア杯 |          |          |          |          |          | 1        | WD       |          |
| CSネペラ記念         |          |          |          |          | 1        |          |          | 9        |
| CSタリン杯           |          |          |          | 1        |          |          |          |          |
| デニステンメモリアル |          |          |          |          |          |          |          | 8        |
| 冬季ユニバーシアード |          |          |          |          |          |          | 7        |          |
| 上海トロフィー       |          |          |          |          |          | 3        |          |          |
| ユースオリンピック   |          |          |          | 2        |          |          |          |          |
| 世界Jr.選手権        |          | WD       | 5        | 2        |          |          |          |          |
| ロシアJr.選手権      | 3        | 2        | 2        | 2        |          |          |          |          |
| JGPファイナル        |          | 1        | 4        | 2        |          |          |          |          |
| JGPオーストリア杯    |          |          |          | 1        |          |          |          |          |
| JGPリガ杯            |          | 2        |          | 1        |          |          |          |          |
| JGPクロアチア杯      |          |          | 1        |          |          |          |          |          |
| JGPタリン杯          |          |          | 2        |          |          |          |          |          |
| JGPチェコスケート    |          | 2        |          |          |          |          |          |          |

### 詳細
| 2019-2020 シーズン   |                                                        |          |          |           |
| 開催日               | 大会名                                                 | SP       | FS       | 結果      |
| 2019年11月1日 - 3日  | ISUグランプリシリーズ フランス国際（グルノーブル）     | 11 50.38 | 11 94.51 | 11 144.89 |
| 2019年9月19日 - 21日 | ISUチャレンジャーシリーズ ネペラ記念（ブラチスラヴァ） | 10 48.93 | 7 106.32 | 9 155.25  |

| 2018-2019 シーズン    |                                                          |          |           |           |
| 開催日                | 大会名                                                   | SP       | FS        | 結果      |
| 2019年3月6日 - 9日    | 2019年冬季ユニバーシアード（クラスノヤルスク）           | 7 58.43  | 6 111.77  | 7 170.20  |
| 2018年12月19日 - 23日 | ロシア選手権（サランスク）                               | 12 65.73 | 16 114.17 | 16 179.90 |
| 2018年12月5日 - 8日   | CS ゴールデンスピン（ザグレブ）                          | 5 60.35  | 5 119.37  | 5 179.72  |
| 2018年11月23日 - 25日 | ISUグランプリシリーズ 2018年フランス国際（グルノーブル） | 5 61.76  | 7 115.83  | 7 177.59  |
| 2018年11月9日 - 11日  | ISUグランプリシリーズ 2018年NHK杯（広島）                | 9 60.75  | 9 116.24  | 9 176.99  |

| 2017-2018 シーズン    |                                                         |          |          |          |
| 開催日                | 大会名                                                  | SP       | FS       | 結果     |
| 2018年3月19日 - 25日  | 2018年世界フィギュアスケート選手権（ミラノ）            | 5 71.80  | 9 124.81 | 8 196.61 |
| 2018年2月21日 - 23日  | 2018年平昌オリンピック（平昌）                          | 12 63.86 | 7 134.24 | 8 198.10 |
| 2018年1月17日 - 20日  | 2018年ヨーロッパフィギュアスケート選手権（モスクワ）    | 4 68.70  | 3 132.11 | 4 200.81 |
| 2017年12月21日 - 24日 | ロシアフィギュアスケート選手権（サンクトペテルブルク）  | 2 76.39  | 2 145.37 | 2 221.76 |
| 2017年12月7日 - 10日  | 2017/2018 ISUグランプリファイナル（名古屋）             | 4 74.00  | 2 142.28 | 2 216.28 |
| 2017年11月24日 - 26日 | 2017 ISU上海トロフィー（上海）                          |          | 3 128.18 | 3 128.18 |
| 2017年11月17日 - 19日 | ISUグランプリシリーズ フランス杯（グルノーブル）        | 2 67.79  | 2 140.99 | 2 208.78 |
| 2017年10月27日 - 29日 | ISUグランプリシリーズスケートカナダ（レジャイナ）       | 3 66.10  | 2 126.42 | 2 192.52 |
| 2017年10月6日 - 8日   | ISUチャレンジャーシリーズフィンランディア杯（エスポー） | 2 67.69  | 1 137.61 | 1 205.30 |

| 2016-2017 シーズン      |                                                                        |         |           |          |
| 開催日                  | 大会名                                                                 | SP      | FS        | 結果     |
| 2017年3月27日 - 4月2日  | 2017年世界フィギュアスケート選手権（ヘルシンキ）                       | 6 69.76 | 11 122.44 | 8 192.20 |
| 2017年1月25日 - 29日    | 2017年ヨーロッパフィギュアスケート選手権（オストラヴァ）               | 4 72.17 | 5 120.35  | 4 192.52 |
| 2016年12月22日 - 25日   | ロシアフィギュアスケート選手権（チェリャビンスク）                     | 2 74.39 | 3 145.51  | 3 219.90 |
| 2016年12月8日 - 11日    | 2016/2017 ISUグランプリファイナル（マルセイユ）                        | 6 65.74 | 5 133.05  | 5 198.79 |
| 2016年11月25日 - 27日   | ISUグランプリシリーズ NHK杯（札幌）                                    | 2 69.96 | 3 125.92  | 3 195.88 |
| 2016年11月11日 - 13日   | ISUグランプリシリーズ フランス杯（パリ）                               | 3 68.71 | 2 131.64  | 2 200.35 |
| 2016年9月29日 - 10月2日 | ISUチャレンジャーシリーズ オンドレイネペラメモリアル（ブラチスラヴァ） | 2 61.58 | 1 128.38  | 1 189.96 |

| 2015-2016 シーズン    |                                                            |         |          |          |
| 開催日                | 大会名                                                     | SP      | FS       | 結果     |
| 2016年3月14日 - 20日  | 2016年世界ジュニアフィギュアスケート選手権（デブレツェン） | 3 64.78 | 3 123.94 | 2 188.72 |
| 2016年2月12日 - 21日  | リレハンメルユースオリンピック（ハーマル）                 | 8 53.40 | 2 116.10 | 2 169.50 |
| 2016年1月21日 - 23日  | ロシアジュニアフィギュアスケート選手権（チェリャビンスク） | 2 67.70 | 2 124.11 | 2 191.81 |
| 2015年12月23日 - 27日 | ロシアフィギュアスケート選手権（エカテリンブルク）         | 8 66.14 | 4 135.18 | 5 201.32 |
| 2015年12月9日 - 13日  | 2015/2016 ISUジュニアグランプリファイナル（バルセロナ）    | 4 62.64 | 2 121.37 | 2 184.01 |
| 2015年11月18日 - 22日 | ISUチャレンジャーシリーズ タリントロフィー（タリン）       | 1 64.82 | 1 121.48 | 1 186.30 |
| 2015年9月9日 - 13日   | ISUジュニアグランプリ オーストリア杯（リンツ）             | 2 62.97 | 1 122.47 | 1 185.44 |
| 2015年8月26日 - 30日  | ISUジュニアグランプリ リガ杯（リガ）                       | 2 62.73 | 1 121.72 | 1 184.45 |

| 2014-2015 シーズン    |                                                            |          |          |          |
| 開催日                | 大会名                                                     | SP       | FS       | 結果     |
| 2015年3月2日 - 8日    | 2015年世界ジュニアフィギュアスケート選手権（タリン）       | 10 53.95 | 5 115.09 | 5 169.04 |
| 2015年2月4日 - 7日    | ロシアジュニアフィギュアスケート選手権（ヨシュカル・オラ） | 2 65.93  | 3 120.37 | 2 186.30 |
| 2014年12月24日 - 28日 | ロシアフィギュアスケート選手権（ソチ）                     | 8 61.66  | 6 124.40 | 6 186.06 |
| 2014年12月11日 - 14日 | 2014/2015 ISUジュニアグランプリファイナル（バルセロナ）    | 4 62.28  | 4 113.71 | 4 175.99 |
| 2014年10月8日 - 11日  | ISUジュニアグランプリ クロアチア杯（ザグレブ）             | 2 58.48  | 1 112.33 | 1 170.81 |
| 2014年9月24日 - 28日  | ISUジュニアグランプリ タリン杯（タリン）                   | 2 52.06  | 2 107.61 | 2 159.67 |

| 2013-2014 シーズン     |                                                      |         |          |          |
| 開催日                 | 大会名                                               | SP      | FS       | 結果     |
| 2014年1月22日 - 25日   | ロシアジュニアフィギュアスケート選手権（サランスク） | 2 64.26 | 2 127.43 | 2 191.69 |
| 2013年12月5日 - 8日    | 2013/2014 ISUジュニアグランプリファイナル（福岡）    | 1 61.29 | 1 115.46 | 1 176.75 |
| 2013年10月2日 - 6日    | ISUジュニアグランプリ チェコスケート（オストラヴァ） | 3 57.74 | 2 107.85 | 2 165.59 |
| 2013年8月27日 - 9月1日 | ISUジュニアグランプリ リガ杯（リガ）                 | 1 59.45 | 2 107.04 | 2 166.49 |

| 2012-2013 シーズン |                                                      |         |          |          |
| 開催日             | 大会名                                               | SP      | FS       | 結果     |
| 2013年2月1日 - 3日 | ロシアジュニアフィギュアスケート選手権（サランスク） | 7 58.83 | 3 122.29 | 3 181.12 |

## プログラム使用曲
| シーズン  | SP | FS | EX |
| --------- | --- | --- | --- |
| 2019-2020 | To Build A Home 曲：ザ・シネマティック・オーケストラ 振付：ニコライ・モロゾフ                                                                           | 映画『フィフティ・シェイズ・オブ・グレイ』サウンドトラックより 作曲：ダニー・エルフマン 振付：ニキータ・ミハイロフ | |
| 2018-2019 | Fever 作曲：エディ・クーリー、オーティス・ブラックウェル ボーカル：エヴァ・キャシディ Oye Como Va 作曲：ティト・プエンテ 振付：ピーター・チェルニシェフ | サマータイム 作曲：ジョージ・ガーシュウィン 振付：ピーター・チェルニシェフ                                         | L-O-V-E ボーカル：ナタリー・コール |
| 2017-2018 | 白鳥の湖 作曲：ピョートル・チャイコフスキー | 月の光 作曲：クロード・ドビュッシー                                                                                | カリンカ 作曲：イワン・ペトローヴィチ・ラリオーノフ                                                                                       |
| 2016-2017 | Butterflies Are Free 作曲：アルフレート・シュニトケ 振付：ニキータ・ミハイロフ                                                                          | アダージョ 作曲：アルフレート・シュニトケ 振付：ピーター・チェルニシェフ                                           | オール・バイ・マイセルフ ボーカル：セリーヌ・ディオン                                                                                     |
| 2015-2016 | ブラック・マジック・ウーマン 曲：サンタナ 振付：ナディア・カナエワ                                                                                      | バレエ『ロメオとジュリエット』より 作曲：セルゲイ・プロコフィエフ 振付：ベラ・アルトゥニアン                       | Tous les garçons et les filles 曲：フランソワーズ・アルディ 振付：ベラ・アルトゥニアンライティングズ・オン・ザ・ウォール 曲：サム・スミス |
| 2014-2015 | 冬 『四季』より 作曲：アントニオ・ヴィヴァルディ | 映画『ティファニーで朝食を』より 作曲：ヘンリー・マンシーニ 映画『パリの恋人』より 作曲：ジョージ・ガーシュウィン  | |
| 2013-2014 | 冬 『四季』より 作曲：アントニオ・ヴィヴァルディ ヌエボ・タンゴ 演奏：ビエホス・アイレス                                                                | 映画『Pina/ピナ・バウシュ 踊り続けるいのち』 サウンドトラックより 作曲：三宅純                                     | ヌエボ・タンゴ 演奏：ビエホス・アイレス                                                                                                   |
| 2012-2013 | ヌエボ・タンゴ 演奏：ビエホス・アイレス | 映画『Pina/ピナ・バウシュ 踊り続けるいのち』 サウンドトラックより 作曲：三宅純                                     | |
| 2011-2012 | | 夜想曲第20番 作曲：フレデリック・ショパン                                                                          | |